# Jowrvandī
Jowrvandī (persiska: جوروندی, جُوربَندی, بَغداد كوچولو) är en ort i Iran.   Den ligger i provinsen Kurdistan, i den nordvästra delen av landet, 300 km väster om huvudstaden Teheran. Jowrvandī ligger 1 695 meter över havet och antalet invånare är 131.
Terrängen runt Jowrvandī är platt åt sydväst, men åt nordost är den kuperad. Jowrvandī ligger nere i en dal. Runt Jowrvandī är det ganska tätbefolkat, med 58 invånare per kvadratkilometer. Närmaste större samhälle är Gīlaklū, 14,8 km söder om Jowrvandī. Trakten runt Jowrvandī består i huvudsak av gräsmarker.